# William Archibald Appleton

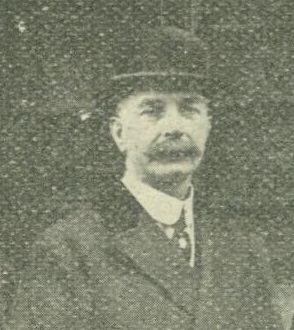

William Archibald Appleton, född 31 december 1859 i Nottingham, död 1940, var en engelsk fackföreningsman.

## Biografi
Appleton arbetade inom spetsindustrin till 1896 och var 1896–1907 sekreterare i fackförbundet Amalgamated Society of Operative Lacemakers. Han var 1907–38 sekreterare i den mot den svenska Landsorganisationen svarande General Federation of Trade Unions och president i International Federation of Trade Unions 1919–20. Han var under första världskriget en tid 1917 officiell rådgivare åt regeringen rörande arbetarfrågor. 
Appleton utgav åtskilliga arbeten behandlande fackförenings- och andra ekonomiska spörsmål. Särskilt har fackföreningarnas ställning till kriget och försvaret intresserat honom. Hans mest kända arbete är: What we are; facts not phrases (1921). I ett förord till bokens svenska översättning, Verkligheten bakom fraserna (1922) karakteriserar Markus Wallenberg Appleton såsom stående på arbetarrörelsens högra flygel och som motståndare till socialieringsplanerna.